# 愛子駅
愛子駅（あやしえき）は、宮城県仙台市青葉区愛子中央1丁目にある、東日本旅客鉄道（JR東日本）仙山線の駅である。
仙台方面からの列車は大部分が当駅で折り返しとなる。「秋保温泉口」の副名を持つ。

## 歴史
1929年（昭和4年）に仙山東線の終点駅として開業した。関山街道の愛子宿の近くにできた駅で、当時の広瀬村の中心駅であり、合併して宮城村（後に宮城町）ができるとその中心駅となった。西に路線が延長されるまでは、機関車の転車台を備えていた。
2001年（平成13年）には、皇太子徳仁親王夫妻の長女である敬宮愛子内親王の誕生に伴って話題を呼び、名前が発表された12月7日には当駅の入場券を買い求める行列ができ、夕方までに1000枚以上が売れた。JR東日本によると、7 - 11日の5日間で約3万3200枚売れたという。

### 年表
- 1929年（昭和4年）9月29日：仙山東線の終点駅として宮城郡広瀬村に開業[2]。
- 1931年（昭和6年）8月30日：仙山東線が当駅より西側に作並駅まで延伸・開業。
- 1937年（昭和12年）11月10日：仙山線全線開業により、同線の駅となった。
- 1971年（昭和46年）4月1日：貨物の営業を廃止[5]。
- 1978年（昭和53年）10月2日：急行「仙山」が停車する。
- 1983年（昭和58年）：自転車置場を設置。
- 1984年（昭和59年）2月1日：3番線の供用を開始し、仙台 - 愛子間の列車を増発。鉄道小荷物の取り扱いを廃止[5]。
- 1985年（昭和60年）3月14日：CTC化により通票閉塞を廃止。これにより駅業務は出改札のみとなる。
- 1987年（昭和62年）4月1日：国鉄分割民営化により、JR東日本の駅となる[5]。
- 2002年（平成14年）：東北の駅百選に選定される。
- 2003年（平成15年） 
  - 6月26日：自動改札機を設置[新聞 3]。
  - 10月26日：ICカード「Suica」の利用が可能となる（仙台方面のみ）[報道 1]。
- 2010年（平成22年）2月25日：バリアフリー化工事が完成。
- 2018年（平成30年）1月20日：新駅舎の供用を開始[報道 2][新聞 4]。
- 2020年（令和2年）10月1日：業務委託化[3]。
- 2021年（令和3年）
  - 9月30日：みどりの窓口の営業を終了[6]。
  - 10月1日：指定席券売機を導入[6]。
- 2024年（令和6年）10月1日：えきねっとQチケのサービスを開始[1][報道 3]。

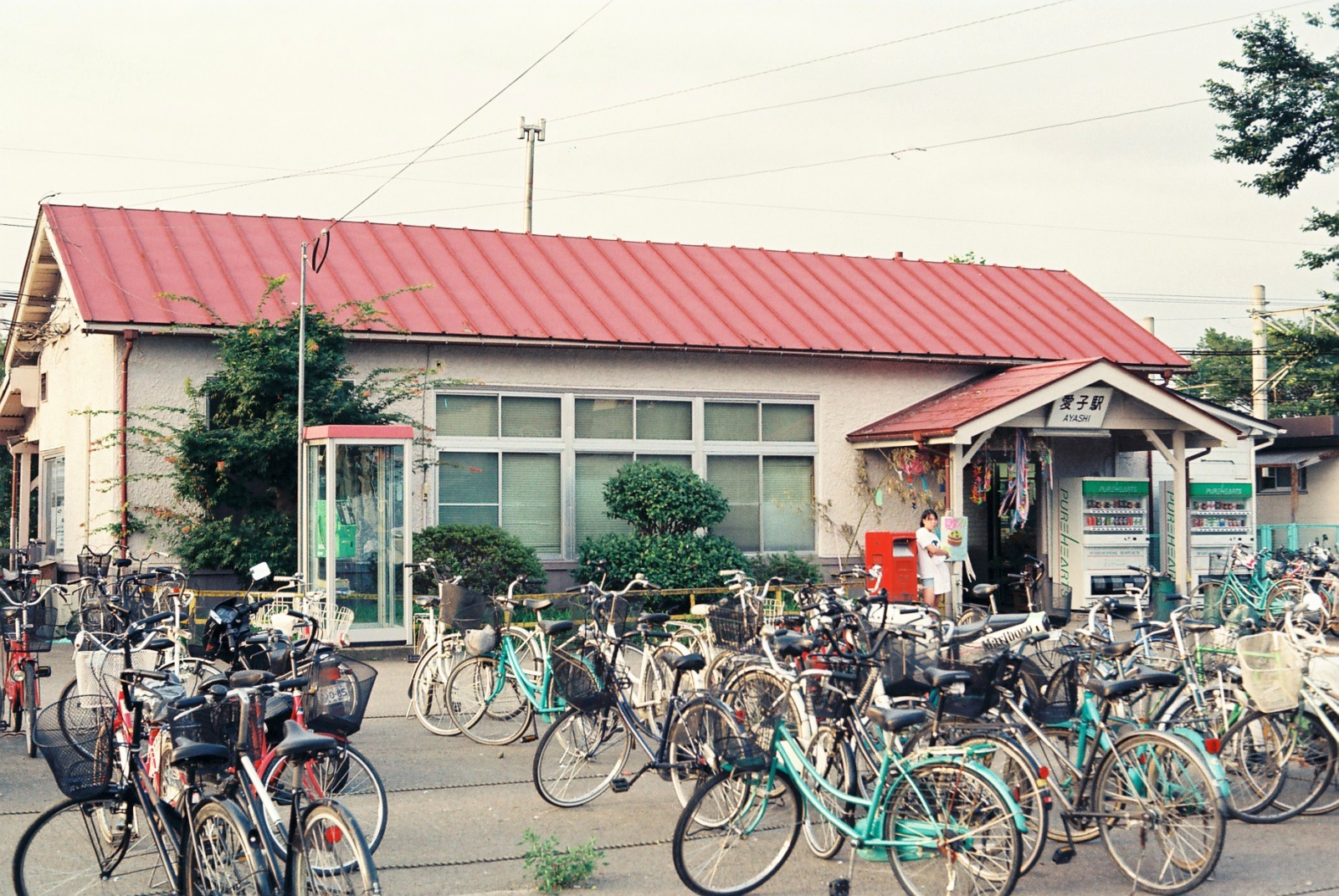
旧駅舎（1991年8月）
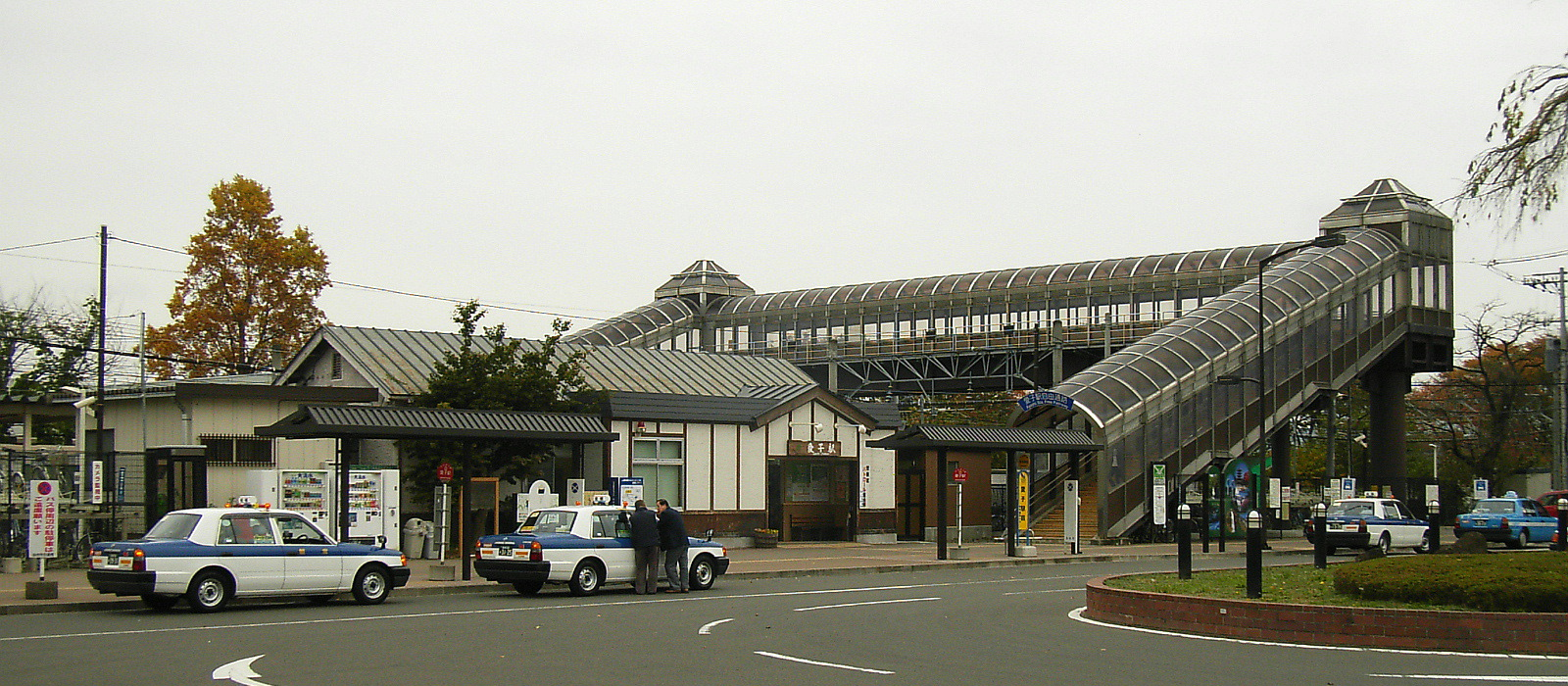
改装された旧駅舎と自由通路（2005年11月）

## 駅構造
単式ホーム1面1線（1番線）と島式ホーム1面2線（2・3番線）、計2面3線のホームを持つ地上駅である。駅舎は単式ホームに面しており、互いのホームは仙台方にある構内踏切で連絡している。構内踏切にはスロープがあり、車椅子などが使用可能である。駅出入口付近と北側を結ぶ歩道橋（自由通路）が設けられている。開業以来の木造駅舎（延床面積84平方メートル）は、2018年（平成30年）に鉄骨平屋建ての駅舎（延床面積140平方メートル）に建て替えられた。
JR東日本東北総合サービス受託の仙台地区センター管理の業務委託駅で、自動券売機、指定席券売機、自動改札機（Suica、えきねっとQチケ対応）が設置されている。2014年（平成26年）3月末までは、KIOSKも営業していた。
JRの特定都区市内制度における「仙台市内」の駅である。

### のりば
| 番線 | 路線    | 方向 | 行先           |
| ---- | ------- | ---- | -------------- |
| 1    | ■仙山線 | 下り | 作並・山形方面 |
| 1    | ■仙山線 | 上り | 仙台方面       |
| 2・3 | ■仙山線 | 上り | 仙台方面       |

- 1番線の上り列車は当駅始発のみ発着する。

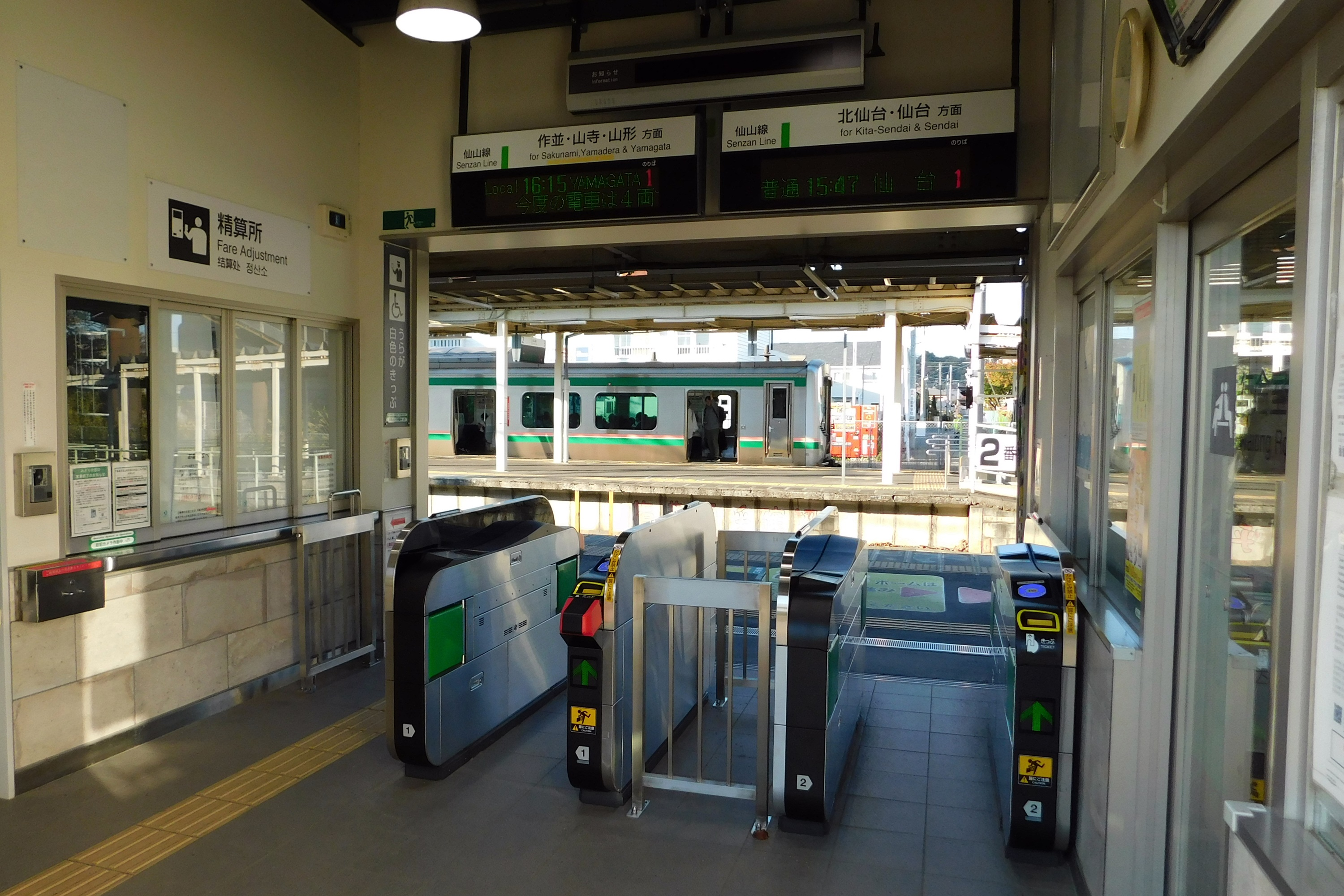
改札口（2023年10月）
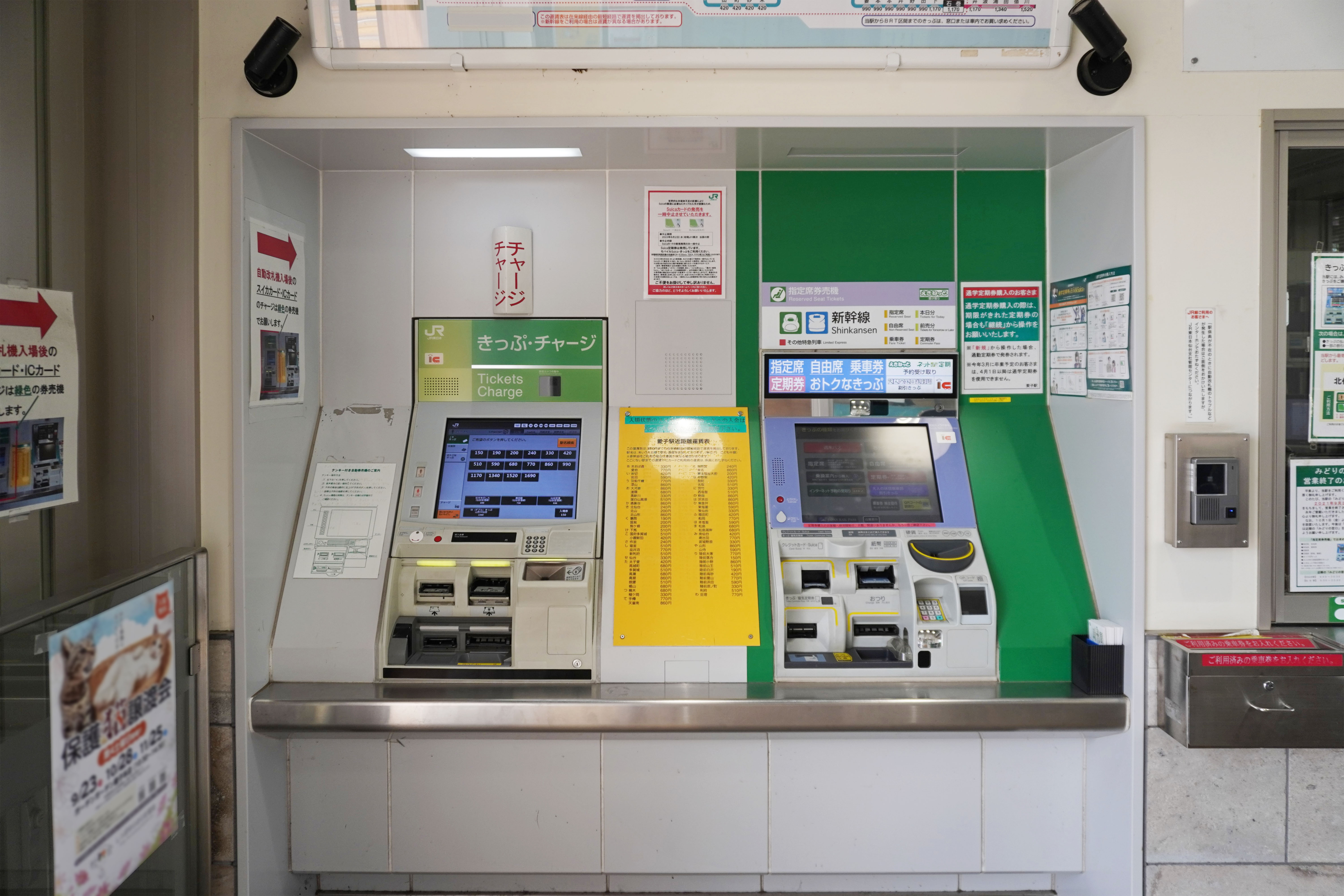
自動券売機（2023年9月）
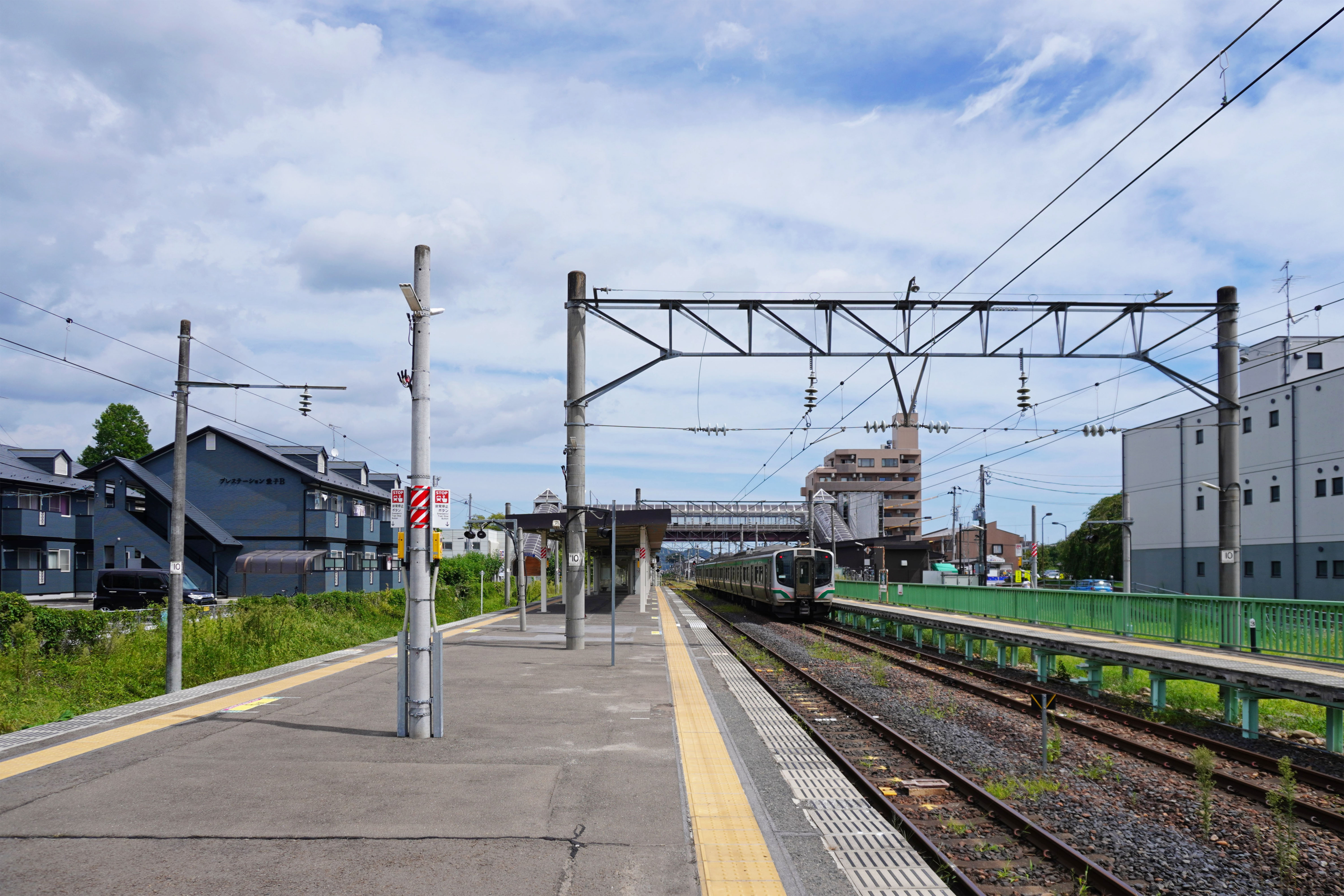
ホーム（2023年9月）
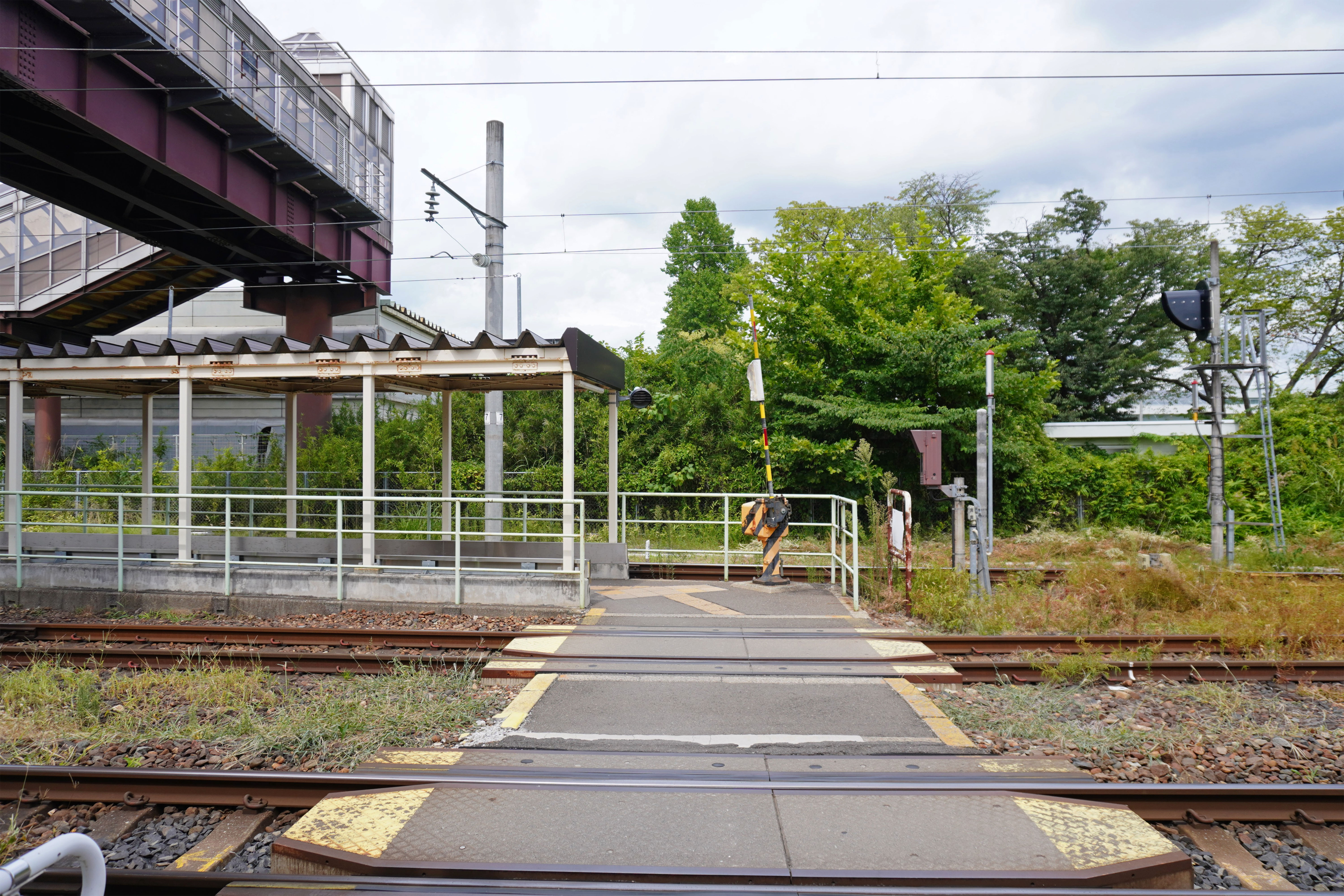
構内踏切（2023年9月）

## 利用状況
JR東日本によると、2023年度（令和5年度）の1日平均乗車人員は4,188人である。
1957年度（昭和32年度）以降の推移は以下のとおりである。
| 1日平均乗車人員推移 | 1日平均乗車人員推移 | 1日平均乗車人員推移 | 1日平均乗車人員推移 | 1日平均乗車人員推移 |
| 年度                | 定期外              | 定期                | 合計                | 出典                |
| ------------------- | ------------------- | ------------------- | ------------------- | ------------------- |
| 1957年（昭和32年）  |                     |                     | 784                 |                     |
| 1958年（昭和33年）  |                     |                     | 769                 |                     |
| 1959年（昭和34年）  |                     |                     | 800                 |                     |
| 1960年（昭和35年）  |                     |                     | 869                 |                     |
| 1961年（昭和36年）  |                     |                     | 893                 |                     |
| 1962年（昭和37年）  |                     |                     | 901                 |                     |
| 1963年（昭和38年）  |                     |                     | 959                 |                     |
| 1964年（昭和39年）  |                     |                     | 872                 |                     |
| 1965年（昭和40年）  |                     |                     | 953                 | [ 8 ]               |
| 1970年（昭和45年）  |                     |                     | 365                 | [ 8 ]               |
| 1975年（昭和50年）  |                     |                     | 567                 | [ 8 ]               |
| 1977年（昭和52年）  |                     |                     | 557                 | [ 8 ]               |
| 1978年（昭和53年）  |                     |                     | 569                 | [ 8 ]               |
| 1979年（昭和54年）  |                     |                     | 597                 | [ 8 ]               |
| 1980年（昭和55年）  |                     |                     | 612                 | [ 8 ]               |
| 1981年（昭和56年）  | 230                 | 390                 | 620                 | [ 8 ] [ 市 1 ]      |
| 1982年（昭和57年）  | 274                 | 391                 | 665                 | [ 8 ] [ 市 1 ]      |
| 1983年（昭和58年）  | 317                 | 473                 | 790                 | [ 8 ] [ 市 1 ]      |
| 1984年（昭和59年）  | 380                 | 612                 | 992                 | [ 8 ] [ 市 1 ]      |
| 1985年（昭和60年）  | 406                 | 705                 | 1,111               | [ 8 ] [ 市 1 ]      |
| 1986年（昭和61年）  | 424                 | 876                 | 1,300               | [ 8 ] [ 市 1 ]      |
| 1990年（平成02年）  | 639                 | 1,262               | 1,901               | [ 市 1 ]            |
| 1995年（平成07年）  | 591                 | 1,682               | 2,273               | [ 市 2 ]            |
| 1999年（平成11年）  | 702                 | 2,080               | 2,782               | [ 市 3 ]            |
| 2000年（平成12年）  | 734                 | 2,205               | 2,939               | [ J 2 ] [ 市 3 ]    |
| 2001年（平成13年）  | 802                 | 2,240               | 3,042               | [ J 3 ] [ 市 3 ]    |
| 2002年（平成14年）  | 793                 | 2,306               | 3,099               | [ J 4 ] [ 市 4 ]    |
| 2003年（平成15年）  | 851                 | 2,382               | 3,233               | [ J 5 ] [ 市 4 ]    |
| 2004年（平成16年）  | 828                 | 2,417               | 3,245               | [ J 6 ] [ 市 4 ]    |
| 2005年（平成17年）  | 833                 | 2,546               | 3,380               | [ J 7 ] [ 市 4 ]    |
| 2006年（平成18年）  | 807                 | 2,551               | 3,358               | [ J 8 ] [ 市 4 ]    |
| 2007年（平成19年）  | 848                 | 2,572               | 3,419               | [ J 9 ] [ 市 5 ]    |
| 2008年（平成20年）  |                     |                     | 3,458               | [ J 10 ] [ 市 6 ]   |
| 2009年（平成21年）  |                     |                     | 3,441               | [ J 11 ] [ 市 6 ]   |
| 2010年（平成22年）  |                     |                     | 3,409               | [ J 12 ] [ 市 6 ]   |
| 2011年（平成23年）  |                     |                     | 3,543               | [ J 13 ] [ 市 6 ]   |
| 2012年（平成24年）  | 859                 | 2,798               | 3,657               | [ J 14 ] [ 市 6 ]   |
| 2013年（平成25年）  | 886                 | 2,871               | 3,757               | [ J 15 ] [ 市 7 ]   |
| 2014年（平成26年）  | 862                 | 2,879               | 3,742               | [ J 16 ] [ 市 7 ]   |
| 2015年（平成27年）  | 917                 | 2,940               | 3,857               | [ J 17 ] [ 市 7 ]   |
| 2016年（平成28年）  | 913                 | 3,037               | 3,950               | [ J 18 ] [ 市 7 ]   |
| 2017年（平成29年）  | 933                 | 3,076               | 4,010               | [ J 19 ] [ 市 7 ]   |
| 2018年（平成30年）  | 921                 | 3,262               | 4,184               | [ J 20 ] [ 市 8 ]   |
| 2019年（令和元年）  | 962                 | 3,307               | 4,269               | [ J 21 ] [ 市 8 ]   |
| 2020年（令和02年）  | 619                 | 2,735               | 3,355               | [ J 22 ] [ 市 8 ]   |
| 2021年（令和03年）  | 690                 | 2,940               | 3,630               | [ J 23 ] [ 市 8 ]   |
| 2022年（令和04年）  | 822                 | 3,124               | 3,947               | [ J 24 ]            |
| 2023年（令和05年）  | 932                 | 3,255               | 4,188               | [ J 1 ]             |

一日平均乗車人員（人/日）
※ マウスポインタを棒グラフの各要素に合わせると、該当年度の数値がポップアップする。

## 駅周辺

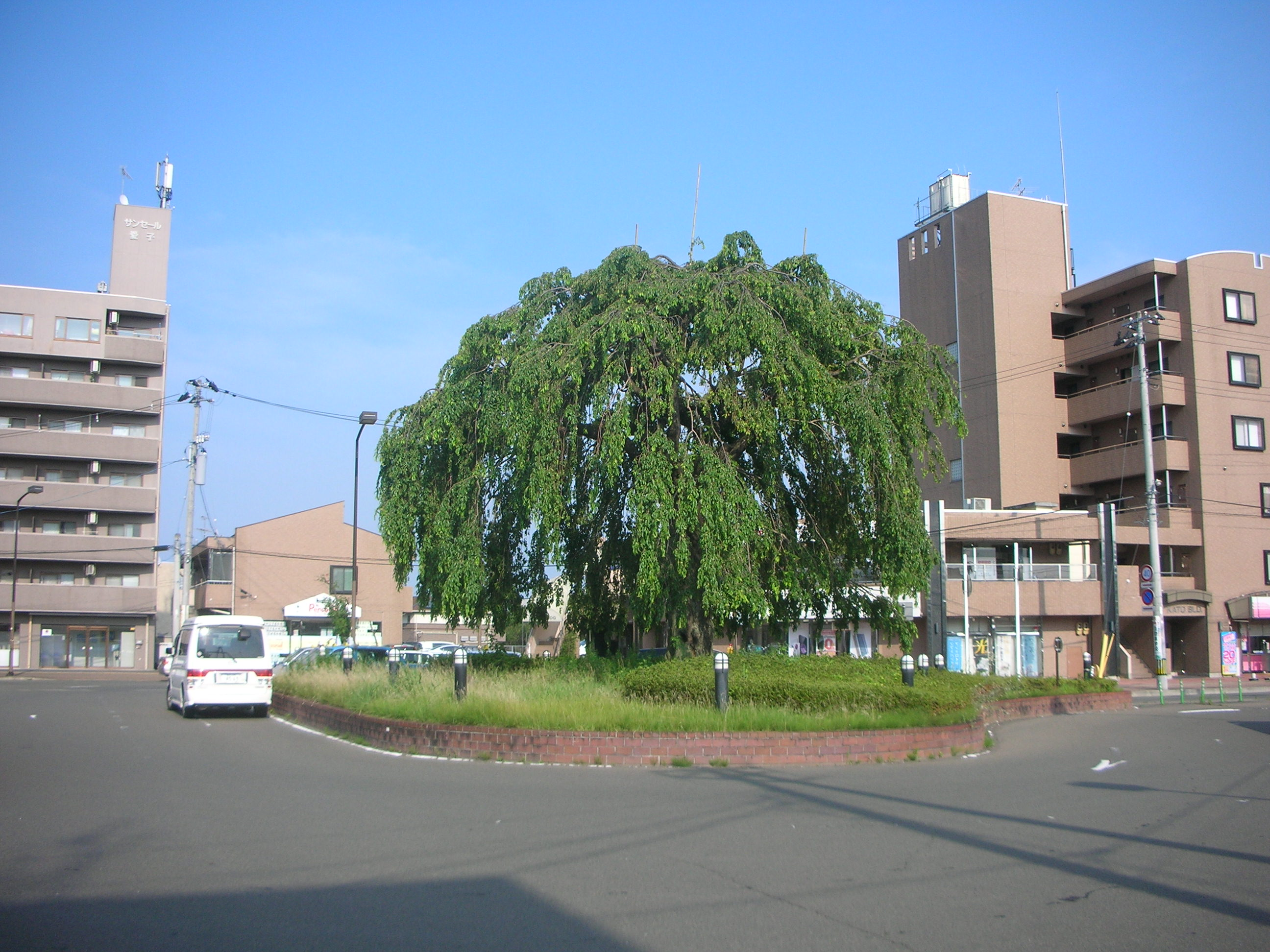
駅前広場（2015年7月）

線路は東西に走り、駅舎の南に駅前広場がある。同広場の中心にあるシダレザクラは、愛子駅の開業時に近くの子愛観音堂から分けてもらったものである。現位置には2000年（平成12年）ごろに移された。この桜の存在から、「駅前広場の樹齢50年を超える枝垂桜の木は、春には鮮やかな花を咲かせ、乗客の目を楽しませる駅」として、愛子駅は東北の駅百選に選定された。
駅前広場から宮城県道134号愛子停車場線が南に伸び、すぐに東西道の作並街道（国道457号、旧・国道48号）と交差する。さらに南に直進する道は宮城県道132号秋保温泉愛子線である。この道を南進し、駅の南約600メートルで直交する東西道が現在の国道48号・愛子バイパスである。この周辺から南側は市街化調整区域として水田が残されている。秋保温泉愛子線をそのまま南進すると、丘陵上の新興住宅地である錦ケ丘に至る。
駅の周りは東西に長い市街地で、駅の北側約600 - 800メートル先を流れる広瀬川まで低層住宅地である。1980年代から駅周辺が仙台市のベッドタウンとして開発され始めると、駅の乗車人員は顕著な増加傾向を見せ、愛子副都心構想も生まれた。現在は駅周辺でマンション開発も進んでいる。
- 仙台市青葉区役所宮城総合支所（旧宮城町役場） - 敷地内に仙台市広瀬図書館などが入る広瀬文化センターなどが立地
- 諏訪神社
- 仙台高等専門学校 広瀬キャンパス
- 仙台市立広瀬中学校
- 仙台市立愛子小学校
- 愛子幼稚園
- 愛子郵便局
- 仙台農業協同組合宮城支店
- 七十七銀行宮城町支店
- ヨークタウン愛子
  - ヨークベニマル仙台愛子店
- 開成橋

## バス路線
駅ロータリー内の「愛子駅」停留所と、駅から南の国道457号に設置されている「愛子駅前」停留所がある。2023年（令和5年）4月1日より一部の便が白沢方面からの仙台駅前行きを駅構内に乗り入れるようになり、2024年（令和6年）4月1日より全便が駅構内に乗り入れるようになった（白沢方面行きはこれまで通り「愛子駅前」停留所の乗降となる）。
| のりば   | 運行事業者   | 系統・行先 |
| 愛子駅   | 愛子駅       | 愛子駅 |
| -------- | ------------ | --- |
| 1        | 愛子観光バス | - 仙台駅前 - 錦ヶ丘八丁目 |
| 1        | 仙台市営バス | - 25：泉中央駅 - 26：実沢営業所 - 70・75：みやぎ台・大國神社 - 71：みやぎ台・白坂 - 77：赤坂・畑前北 - 840・844・845：仙台駅 |
| 2        | 仙台市営バス | - 80：白沢車庫 - 83・84：上ノ原 - 85：野尻町北 - 87：二口                                                                    |
| 愛子駅前 |              | |
|          | 仙台市営バス | - 80・X840：白沢車庫 - 84：上ノ原 - 840：作並温泉 - 843：熊ケ根関 - 844・845・846：定義                                      |

## 隣の駅
東日本旅客鉄道（JR東日本）
■仙山線
□快速
陸前落合駅 - 愛子駅 - 作並駅
■普通
陸前落合駅 - 愛子駅 - 陸前白沢駅

### 記事本文